# Жемличка, Рихард
Рихард Жемличка (чеш. Richard Žemlička; род. 13 апреля 1964, Прага) — чехословацкий и чешский хоккеист, нападающий. Бронзовый призёр Олимпийских игр 1992 года. Сейчас — ассистент главного тренера сборной Чехии (до 16 лет).

## Биография
Рихард Жемличка начал свою хоккейную карьеру в 1985 году, в составе пражской «Славии». Через год он перебрался в другой пражский клуб «Спарта», в котором провёл лучшие годы своей карьеры. В 1990 году он стал чемпионом Чехословакии, а в 2000 и 2002 годах выигрывал чемпионат Чехии. Жемличка долгое время был лучшим бомбардиром в истории пражской «Спарты» (565 очков в 634 матчах), сейчас это достижение принадлежит Ярославу Глинке. 21 октября 2008 года свитер с седьмым номером, под которым Жемличка играл за «Спарту», был поднят под свод арены пражского клуба.
С 1988 по 1997 год выступал за национальную сборную. В составе сборной Чехословакии он стал бронзовым призёром Олимпийских игр 1992 и чемпионата мира 1993, а в составе чешской сборной дважды выигрывал бронзу чемпионатов мира (в 1993 и 1997 годах).
После окончания игровой карьеры стал тренером. Работал в юниорской команде «Спарты» (до 18 лет), тренировал «Бероуншти Медведи», основную команду «Спарты», «Карловы-Вары». Сейчас является ассистентом главного тренера сборной Чехии (до 16 лет).

## Достижения

### Командные
- Бронзовый призёр Олимпийских игр 1992 и чемпионата мира 1992 в составе сборной Чехословакии
- Бронзовый призёр чемпионатов мира 1993, 1997 в составе сборной Чехии
- Чемпион Чехословакии 1990
- Чемпион Чехии 2000 и 2002
- Серебряный призёр чемпионата Чехии 2001
- Бронзовый призёр чемпионата Чехии 1996 и 1997

### Личные
- Лучший бомбардир плей-офф Евролиги 1997 (8 очков)
- Лучший снайпер плей-офф Евролиги 1997 (6 шайб) и плей-офф Экстралиги 2000 (5 шайб)
- Лучший ассистент плей-офф Экстралиги 1996 (11 передач)

## Статистика
- Чемпионат Чехии (Чехословакии) — 691 игра, 599 очков (254+345)
- Сборная Чехословакии — 81 игра, 15 шайб
- Сборная Чехии — 58 игр, 13 шайб
- Чемпионат Германии — 138 игр, 167 очков (70+97)
- Чемпионат Финляндии — 18 игр, 17 очков (7+10)
- Чемпионат Словакии — 92 игры, 49 очков (20+29)
- Чешская вторая лига — 68 игр, 78 очков (34+44)
- Евролига — 26 игр, 26 очков (15+11)
- Кубок Шпенглера — 4 игры, 1 очко (0+1)
- Всего за карьеру — 1176 игр, 428 шайб